# MesDépanneurs.fr (entreprise)
MesDépanneurs.fr est une plateforme française de mise en relation dans le secteur du dépannage d’urgence à domicile et des travaux d’aménagement.
Elle appartient au groupe Engie depuis 2017.

## Domaines d'intervention
La société met en relation particuliers et professionnels dans les domaines généralistes de l’habitat à travers un réseau d’artisans.
Depuis 2020, elle s’adresse aux entreprises via sa déclinaison “AuBureau”, axée sur le dépannage, les réparations et le suivi des normes de sécurité.
Elle intervient uniquement sur le territoire français métropolitain.

## Historique
MesDépanneurs.fr est créée le 31 juillet 2013 par Katia Sogreeva, Alexander Gushchin, Valentin Sviridov et Sarah Aizenman. La société remporte, la même année, le 1er prix d’innovation Télécom ParisTech. Elle est alors sélectionnée pour le concours “101” Projets”, avant d’intégrer l’incubateur de l’école d’ingénieurs. Ce qui lui permet de travailler sur le développement et le lancement de sa plateforme en 2014, suivie de son application mobile.
MesDépanneurs.fr effectue sa première levée de fonds auprès de Guibor, family office de Domique Romano en 2014.
En 2015, Maif Avenir investit 1,7 million d’euros dans l’entreprise, afin d’en récupérer 34 % du capital,, la société amorce son déploiement national.
Elle est rachetée par Engie en 2017, pour un coût global supérieur à 10 millions d’euros, un an après avoir lancé son service de réparation de gros électroménager.
En 2018, l'entreprise lance son service “Petits Travaux” en Île-de-France, puis en province. Un partenariat avec le BHV Marais en 2020 lui permet notamment de présenter physiquement cette offre.

## Concurrents
La société œuvre aux côtés d’autres intervenants dans le secteur, parmi lesquels Héméa, IZI By EDF, Repartim, La Maison Saint-Gobain, Wikitravaux, RénovationMan, HomeServe ou encore Stootie (Cdiscount).

## Polémique
En 2020, MesDépanneurs.fr sponsorise l'émission Koh-Lanta, diffusée sur TF1, pour son édition spéciale Koh-Lanta : L'Île des héros. Cette campagne publicitaire provoque de nombreuses réactions négatives de la part des téléspectateurs, la jugeant dérangeante, voire contre-productive.